# Маунт-Плимут (Флорида)
Маунт-Плимут (англ. Mount Plymouth) — статистически обособленная местность, расположенная в округе Лейк (штат Флорида, США) с населением в 2814 человек по статистическим данным переписи 2000 года.

## География
По данным Бюро переписи населения США, статистически обособленная местность Маунт-Плимут имеет общую площадь в 7,51 квадратных километров, из которых 7,25 кв. километров занимает земля и 0,26 кв. километров — вода. Площадь водных ресурсов округа составляет 3,46 % от всей его площади.
Статистически обособленная местность Маунт-Плимут расположена на высоте 24 м над уровнем моря.

## Демография
По данным переписи населения 2000 года, в Маунт-Плимут проживало 2814 человек, 811 семей, насчитывалось 1080 домашних хозяйств и 1171 жилой дом. Средняя плотность населения составляла около 374,7 человек на один квадратный километр. Расовый состав населённого пункта распределился следующим образом: 90,94 % белых, 4,94 % — чёрных или афроамериканцев, 0,75 % — коренных американцев, 1,17 % — азиатов, 0,18 % — выходцев с тихоокеанских островов, 1,42 % — представителей смешанных рас, 0,60 % — других народностей. Испаноговорящие составили 4,02 % от всех жителей статистически обособленной местности.
Из 1080 домашних хозяйств в 33,1 % воспитывали детей в возрасте до 18 лет, 62,5 % представляли собой совместно проживающие супружеские пары, в 8,5 % семей женщины проживали без мужей, 24,9 % не имели семей. 18,5 % от общего числа семей на момент переписи жили самостоятельно, при этом 7,7 % составили одинокие пожилые люди в возрасте 65 лет и старше. Средний размер домашнего хозяйства составил 2,61 человек, а средний размер семьи — 2,97 человек.
Население статистически обособленной местности по возрастному диапазону по данным переписи 2000 года распределилось следующим образом: 25,2 % — жители младше 18 лет, 6,2 % — между 18 и 24 годами, 30,8 % — от 25 до 44 лет, 24,1 % — от 45 до 64 лет и 13,8 % — в возрасте 65 лет и старше. Средний возраст жителей составил 39 лет. На каждые 100 женщин в Маунт-Плимут приходилось 95,0 мужчин, при этом на каждые сто женщин 18 лет и старше приходилось 92,8 мужчин также старше 18 лет.
Средний доход на одно домашнее хозяйство статистически обособленной местности составил 42 530 долларов США, а средний доход на одну семью — 45 089 долларов. При этом мужчины имели средний доход в 31 324 доллара США в год против 21 621 доллар среднегодового дохода у женщин. Доход на душу населения статистически обособленной местности составил 42 530 долларов в год. 2,1 % от всего числа семей в населённом пункте и 6,6 % от всей численности населения находилось на момент переписи населения за чертой бедности, при этом 1,8 % из них были моложе 18 лет и 7,8 % — в возрасте 65 лет и старше.